# Setesdalsbanen
Setesdalsbanen er en jernbane i Norge, der åbnede i 1895. Banen gik oprindeligt fra Kristiansand via Grovane til Byglandsfjord i Setesdal. Den var 78,3 km lang og bygget med sporvidden 1.067 mm. I 1938 blev strækningen mellem Kristiansand og Grovane ombygget til normalspor for at indgå i Sørlandsbanen. Resten af banen blev nedlagt i 1962, men 8 km er bevaret og drives nu som veteranbane. Veteranbanen er en af de største seværdigheder i Sørlandet.

## Historie
Det første officielle spadestik til banen blev taget af kong Oscar 2. 21. juli 1891 ved Grimsbroa. Banen åbnede fra Kristiansand til Hægeland 26. november 1895, mens det sidste stykke til Byglandsfjord fulgte 27. november 1896. Der var blandt andet stationer i Mosby, Vennesla, Grovene (Grovane), Iveland og Hægeland. En af banens første driftsbestyrere, fra 1896, var den norske jernbaneingeniør Lars Lysgaard.
Setesdalsbanen blev en del af transportsystemet i Setesdal. Før banens tid var der dampskibsruter på Kilefjorden og Byglandsfjorden. Ruten på Kilefjorden blev gjort overflødig af banen, og skibet blev flyttet til Byglandsfjorden. Fra banens endestation Byglandsfjord Station var det muligt at sejle med dampskibet Bjoren til Bygland eller Ose. Fra Ose var der videre forbindelse op gennem dalen med hestevogn, men senere kom der rutebil. Da vejen rundt om Fånefjell blev bygget, kom der rutebil langs med fjorden til Byglandsfjord.
Da Sørlandsbanen blev forlænget til Kristiansand i 1938, skete det ved at Setesdalsbanens strækning mellem Kristiansand og Grovane blev ombygget fra smalspor til normalspor. Derefter blev Grovane endestation for Setesdalsbanen med tilslutning til Sørlandsbanen. På Grovane blev der opført et helt nyt driftsanlæg for Setesdalsbanen med kombineret remise og værksted, en læsseplads med portalkran og pakhus for flytning af gods mellem togene på de to sporvidder og en rampe til at læsse smalsporsmateriel op på normalsporede vogne. Stationsbygningen fik en tilbygning mod nord med overnatningsrum for personalet.

### Veteranbane
Det sidste tog til Byglandsford kørte 2. september 1962, da banen blev nedlagt. Dagen efter begyndte optagningen af sporene, der forsvandt mellem Byglandsfjord og Beihølen dam. Den fem km lange strækning mellem Beihølen og Grovane blev imidlertid bevaret af lokale entusiaster i Setesdalsbanens Hobbyklubb, der blev startet i 1964. Banen blev drevet som veteranbane i hobbyklubbens regi. Efterfølgende blev en strækning på 2 km fra Beihølen dam til Røyknes genopbygget og åbnet 5. september 2004. Fra 1. januar 2006 er Setesdalsbanen en del af Vest-Agder-museet IKS.
Setesdalsbanen er i dag (2018) en veteranbane, der trafikeres med damptog de 8 km mellem Grovane og Røyknes. Der er bevaret fire damplokomotiver fra 1894-1902 samt en tal person- og godsvogne. Banen råder desuden over en dieselmotorvogn, "Sulitelma", der blev overtaget fra Sulitjelmabanen efter dennes nedlæggelse. Sæsonen går normalt fra juni til september. Derudover køres der særtog og arbejdstog.